# Big River (Johnny Cash)
Big River è un brano musicale del cantautore statunitense Johnny Cash, pubblicato per la prima volta nel 1957 come lato B del singolo Ballad of a Teenage Queen/Big River a nome Johnny Cash And The Tennessee Two; nello stesso anno venne incluso nell'album Sings The Songs That Made Him Famous. In seguito ha avuto varie riedizioni, tra cui una nel 1958 nel singolo Big River/Come In Stranger della Sun Records e una nel 1976 nel singolo Big River/Doin' My Time. 

## Descrizione
La canzone parla di un amore perduto. Il protagonista insegue il suo amore per tutto il Paese, ma alla fine si rende conto che lei ama di più il "grande fiume", il "Big River" simbolo di libertà sul quale viaggia come lui. Nel testo del brano viene lasciato intendere che il fiume in questione è il Mississippi. Questa tematica era tipica del giovane Cash. Altre sue composizioni dell'epoca come Cry, Cry, Cry e Blue Train, affrontano insolite relazioni d'amore "impossibili" che terminano in modo insolito. Bob Dylan descrisse il testo di Big River "sostanzioso" e "pregno di significati".
Cash trovò l'idea per la canzone leggendo un articolo della rivista TV Radio Mirror che parlava di lui, e che iniziava con la frase: "Johnny Cash has the big river blues in his life" ("Johnny Cash ha il blues del grande fiume nella sua vita"). Compose il brano sul sedile posteriore di una vettura mentre si recava a White Plane, New York. Secondo le sue stesse dichiarazioni, il testo era finito prima ancora di aver terminato di leggere l'articolo e prima di raggiungere destinazione.
Durante le sedute di registrazioni in studio Cash avrebbe voluto incidere il pezzo come un blues lento in dodici battute, ma Sam Phillips lo convinse ad optare per un arrangiamento rockabilly dal più alto potenziale commerciale presso i giovani. La canzone ebbe successo, e Cash in seguito disse che Phillips aveva "fiuto" per le hit.

## Cover
- The Head Cat nell'album Fool's Paradise.
- Delbert McClinton.
- Ian Tyson (di Ian and Sylvia) nell'album Lovin' Sound del 1967.
- I Grateful Dead dal vivo.[1]
- Colin Linden nel tribute album Johnny's Blues: A Tribute to Johnny Cash del 2003 (Northern Blues).
- Per il loro album di debutto, i Trick Pony incisero una versione di Big River insieme a Johnny Cash e Waylon Jennings.
- La band australiana Cold Chisel incluse una versione dal vivo del brano nel Ringside Reunion Tour del 2003.
- Hank Williams Jr. in Singing My Songs - Johnny Cash del 1970.
- The Secret Sisters registrarono una cover del pezzo nel 2011, con Jack White alla chitarra.[2]
- Bob Dylan e The Band registrarono due provini della canzone nel 1967 durante le celebri sessioni dette "The Basement Tapes" del 1967. Nel 2014 le due incisioni sono state ufficialmente pubblicate nel cofanetto The Bootleg Series Vol. 11: The Basement Tapes Complete.
- Tim Armstrong nel 2012.
- Rosanne Cash nel 1980 nell'album Right or Wrong.